# スティーヴン・ライト (俳優)
スティーヴン・ライト（Steven Wright, 1955年12月6日 - ）は、アメリカ合衆国出身の俳優である。

## 出演作品

### 映画
- マスク2
- コーヒー&シガレッツ
- ハリウッド・ミューズ
- ベイブ/都会へ行く（ボブ）
- 眠れない夜はあなたと
- ジョン・キャンディの大進撃
- スワン・プリンセス/白鳥の湖（スピード）
- ナチュラル・ボーン・キラーズ
- レザボア・ドッグス（DJ K・ビリー）
- コールド・ブラッド/殺しの紋章
- イングリッシュマンinニューヨーク
- マドンナのスーザンを探して